# 八坊街道
八坊街道，是中华人民共和国甘肃省临夏回族自治州临夏市下辖的一个乡镇级行政单位。

## 行政区划
八坊街道下辖以下地区：
前河沿社区、坝口社区、王寺社区和蝴蝶楼社区。